# Writely
Writely – niedziałający już internetowy edytor tekstu. Serwis został napisany w technologii AJAX. Umożliwiał zapis plików w Internecie jak i lokalnie.
Projekt stworzyła firma Upstartle wchłonięta w marcu 2006 roku przez Google. Wkrótce później Writely zostało wykorzystane do budowy serwisu Google Docs & Spreadsheets. Serwis Writely działał pod adresem writely.com.